# 卢塞纳
卢塞纳，是西班牙安达卢西亚自治区科尔多瓦省的一个市镇。总面积351平方公里，
2001年普查人口總數為37028人，人口密度為每平方公里105人。